# Минзи
Гонг Мин-джи (на корейски: 공민지; Коригирана романизация на корейския език: Gong Min-ji), по-известна с псевдонима Минзи е южнокорейска певица, танцьорка, хореограф и текстописец. Минзи става известна като член на групата 2NE1, която напуска през 2016. Няколко месеца след напускането на Гонг, 2NE1 обявява разпадането си, а Минзи подписва с The Music Works. През април 2017 дебютира с албума Minzy Work 01. Uno.

## Биография

### 1994 – 2016: Ранен живот и 2NE1
Гонг Мин-джи е родена на 18 януари 1994 г. в Сеул, Южна Корея. Когато е дете се мести Куанджу, където поставя основите си като танцьорка. Тя е от семейство на танцьори – внучка е на Гонг ок-джин, известна корейска народна танцьорка. В Куанджу участва в множество състезания по танци печелейки награди. Видео как танцува по време на състезание е качено в интернет и набирайки популярност е изпратено на YG Entertainment, където е видяно от собственика на компанията Ян Хьон-сок, който се свързва с нея и я кани да се присъедини към агенцията му, когато е само на 13 години. През 2009 напуска училище, за да се концентира върху кариерата си като член на 2NE1.
В началото на 2009, YGE обявява, че ще дебютира група, продуцирана от Теди Пак и Джи-Драгън. 2NE1 се състои от членовете Бом, Дара, Си Ел и Минзи. Четирите момичета официално дебютират с песента „Fire“ през май същата година, когато Минзи е само на 15. През 2010 издават първия си студиен албум, а през следващите години пускат няколко миниалбума затвърждавайки се като една от малкото „лоши“ женски групи в Корея, които изпълняват хип-хоп, електронна музика, реге. Последното завръщане, което прави групата е през 2014 с втория си студиен албум „Crush“, който след реализирането си се класира на 61 позиция в Билборд, което тогава е най-високата позиция за албум издаден от корейски артист.
На 5 април 2016, YG Entertainment обявява, че Минзи напуска групата и компанията, след като договорът ѝ е изтекъл, а 2NE1 обявяват разпадането си през ноември.

### 2017– „Sister's Slam Dunk“ и Minzy Work 01.Uno
През май 2016, Минзи подписва договор с компанията Music Works. Малко по-късно агенцията обявява, че Минзи се готви да издаде солов албум като пробва различни стилове и не иска да се ограничава с един. Във връзка с това Music Works казва: „концентрираме се върху първия солов албум на Минзи, който цели да разкрие целият ѝ потенциал“. На 17 януари 2017, представител на телевизията KBS потвърждава, че Гонг ще участва във втория сезон на шоуто „Sister's Slam Dunk“. Шоуто си има собствена група наречена Unnies, съставена от участничките като Минзи заема позицията на лидер, главен вокалист, водещ танцьор и хореограф. Групата е продуцирана от популярния композитор Ким Хьонг-сок. В началото на март Минзи реализира песента „I Wanted To Love“ (사랑하고 싶었던 거야) към саундтрака на сериала „Бунтовник: Крадецът, който краде народа“.
На 17 април, Минзи издава първия си солов миниалбум Minzy Work 01. Uno, в който пише по-голяма част от текстовете на песните. Главният сингъл „Ninano“ (니나노) и съпровождащият клип са реализирани през същия ден.

## Дискография

### Сингли
| „Please Don't Go“                         | 2009 | To Anyone                                        | –       | 6  | –  |
| „I Wanted To Love“ (사랑하고 싶었던 거야) | 2017 | „Бунтовник: Крадецът, който краде народа“ част 4 | –       | –  | –  |
| „Ni Na No“ (니나노)                       | 2017 | Minzy Work 01. Uno                               | 38,531+ | 28 | 18 |

## Филмография

### ТВ шоута
| Година | Заглавие                     | Допълнителна информация |
| ------ | ---------------------------- | ----------------------- |
| 2013   | „Star Family Show Mamma Mia“ | епизод 23               |
| 2017   | „Sister's Slam Dunk“         | част от екипа в сезон 2 |
| 2017   | „King of Mask Singer“        | епизод 105              |